# フリードリヒ1世 (プファルツ＝ジンメルン公)
フリードリヒ1世（Friedrich I., 1417年4月24日 - 1480年11月29日）は、プファルツ＝ジンメルン公。プファルツ＝ジンメルン＝ツヴァイブリュッケン公シュテファンとフェルデンツ伯フリードリヒ3世の娘アンナの長男。プファルツ＝ツヴァイブリュッケン公ルートヴィヒ1世の兄。
1444年に父からシュポンハイム伯領を譲られ、1459年に父が亡くなると弟のルートヴィヒ1世と領土を分割、ジンメルンを相続した（ツヴァイブリュッケンはルートヴィヒ1世が相続）。1480年に死去、ジンメルンの修道院に埋葬された。

## 子女
1454年、ゲルデルン公アルノルトの娘マルハレータと結婚、10人の子を儲けた。
1. カタリーナ（1455年 - 1522年） - トリーア女子修道院長
2. シュテファン（1457年 - 1489年） - シュトラスブルク司教座聖堂司祭長
3. ヴィルヘルム（1458年）
4. ヨハン1世（1459年 - 1509年）
5. フリードリヒ（1460年 - 1518年） - ケルン司教座聖堂付き参事会員
6. ループレヒト（1461年 - 1507年） - レーゲンスブルク司教
7. アンナ（1465年 - 1517年） - トリーア女子修道会士
8. マルガレーテ（1466年 - 1506年） - トリーア女子修道会士
9. ヘレナ（1467年 - 1555年） - トリーア副修道院長
10. ヴィルヘルム（1468年 - 1481年） - トリーア司教座聖堂付き参事会員